# Supermarine S.5

Il Supermarine S.5 N.220 vincitore della Coppa Schneider del 1927 a Venezia

Il Supermarine S.5 N.219 alla Coppa Schneider del 1927 a Venezia

Il Supermarine S.5 era un idrocorsa, monoplano e monomotore, realizzato dall'azienda britannica Supermarine nella seconda metà degli anni venti.
Realizzato specificamente per la Coppa Schneider partecipò, aggiudicandosela, all'edizione del 1927.

## Storia del progetto
Il Supermarine S.5 fu il velivolo che Reginald Mitchell progettò per la partecipazione alla Coppa Schneider del 1927: dopo la sfortunata prova del 1925 del precedente modello S.4, il progettista della Supermarine rimase fedele alla formula monoplana che aveva mostrato la propria validità durante l'edizione del 1926, con la vittoria dell'italiano Macchi M.39.
Il disegno dell'S.5 venne mantenuto segreto il più a lungo possibile, nel tentativo di non concedere agli avversari la possibilità di valutare le innovazioni apportate alla cellula. Venne portato in volo il 7 giugno del 1927, circa 4 mesi prima della gara che si sarebbe svolta a Venezia. Dell'S.5 vennero complessivamente realizzati tre esemplari.

## Tecnica
Il Supermarine S.5 era un idrovolante a scarponi, monoplano, dalla struttura interamente metallica. La sua linea estremamente aerodinamica era stata a lungo studiata nelle gallerie del vento del Royal Aircraft Establishment e del National Physical Laboratory. Il risultato portò ad una linea estremamente filante, con una superficie frontale massima del velivolo di soli 0,548 m².
Il motore era il 12 cilindri a W Napier Lion VII raffreddato a liquido, che sviluppava la potenza di 875 hp a 3 300 giri/min. Ancora alla ricerca della miglior linea aerodinamica, i radiatori del liquido di raffreddamento erano disposti sulla superficie alare, mentre i radiatori dell'olio erano sistemati lungo la fusoliera.
Sui due esemplari inviati per partecipare alla gara di Venezia, i motori erano leggermente diversi tra di loro: il velivolo immatricolato N.219 venne equipaggiato con un Napier Lion VIIA, il cui albero motore era collegato direttamente all'elica, mentre l'esemplare N.220 ricevette la versione VIIB del Lion, dotata di riduttore nel collegamento con l'elica.

## Impiego operativo
Dopo la mancata partecipazione all'edizione del 1926, l'Air Ministry decise di finanziare direttamente la squadra partecipante alla Coppa Schneider, inquadrando la struttura all'interno della Royal Air Force presso la quale venne istituito lo High Speed Flight (dall'inglese reparto di volo d'alta velocità).
La gara di Venezia rappresentò una vittoria esaltante per i colori inglesi: i due esemplari dell'S.5 furono gli unici velivoli a completare il percorso di gara, aggiudicandosi così le prime due posizioni finali. Le loro prestazioni sul giro risultarono inavvicinate da tutti gli altri partecipanti.
Per la precisione il Supermarine S.5 matricola N.220 si aggiudicò la manifestazione alla media (impressionante per l'epoca) di 453,282 km/h (pari a 281,54 mph).
La carriera dell'S.5 proseguì con il tentativo di aggiudicarsi il record di velocità per la categoria di velivoli di appartenenza. Il tentativo, per il quale venne impiegato il velivolo matricola N.221, venne funestato da un incidente, occorso il 12 marzo 1928, nel quale perse la vita il pilota Samuel Kinkead.
Dopo altri infruttuosi tentativi di strappare al Macchi M.52 il record di velocità, l'ultimo atto della vita operativa del Supermarine S.5 ebbe luogo nel corso dell'edizione del 1929 della Coppa Schneider, quando il velivolo N.220 si piazzò al terzo posto nella gara vinta dal più recente Supermarine S.6.

## Utilizzatori

### Militari
Regno Unito
- Royal Air Force - High Speed Flight

## Velivoli comparabili
Italia
- Macchi M.52

 Regno Unito
- Gloster IV
- Short Crusader

 Stati Uniti
- Kirkham-Williams Racer

Elenco dei velivoli partecipanti alla Coppa Schneider del 1927, tratto da www.schneider-cup.com.